# Oberbichl (Reichertsheim)
Oberbichl ist ein Gemeindeteil der Gemeinde Reichertsheim im oberbayerischen Landkreis Mühldorf am Inn.

## Lage
Die Einöde Oberbichl liegt 1,2 Kilometer nördlich von Reichertsheim. Sie liegt etwa einen 350 m westlich der Bundesstraße B12 und lässt sich von dieser über eine 700 Meter lange Straßenverbindung erreichen.
Der Ort liegt zwischen dessen linkem Zufluss Riedbacher Bach und dem Kagenbach, der zur Isen fließt.

## Bevölkerungsentwicklung
In Oberbichl gab es 1925 neun Einwohner. Im Mai 1987 lebten dort sieben Einwohner in zwei Wohngebäuden, von denen eines in zwei Wohnungen aufgeteilt war.
| Jahr      | 1925 | 1950 | 1970 | 1987 |
| Einwohner | 9    | 8    | 8    | 7    |